# Bokrači
Bokrači (mađarski: Bokrács, prekomurski: Bokreči) je naselje u slovenskoj Općini Puconcima. Bokrači se nalazi u pokrajini Prekomurju i statističkoj regiji Pomurju. 

## Stanovništvo
Prema popisu stanovništva iz 2002. godine naselje je imalo 70 stanovnika.